# المحجوب السالك
المحجوب السالك سياسي من إقليم الصحراء الغربية وأحد مؤسسي جبهة البوليساريو، والزعيم الحالي للمعارضة داخل هذه الجبهة التي تهدف لتحقيق العدالة والديمقراطية وفرض التناوب على السلطة كمنهج حضاري للتسيير داخل جبهة البوليساريو ضد التفرد والتسلط المفروض من طرف القيادة الحالية بزعامة محمد عبد العزيز الذي دام حكمه أكثر من 35 عاما.
يحمل المحجوب السالك منذ 2004 الجنسية الموريتانية بعد سحب الجنسية الجزائرية منه في نفس السنة بسبب مواقفه من قيادة البوليساريو، حيث أن العديد من سكان مخيمات تندوف يحملون الجنسية الجزائرية مؤقتا لكون الوثائق وجوازات السفر وبطاقات التعريف الوطنية التي تستصدرها البوليزاريو غير معترف بها دوليا، لذلك فإن كل قيادات جبهة البوليزاريو تحمل الجنسية الجزائرية لكي يتسنى لها امتلاك جواز سفر معترف به دوليا يمكنهم من السفر خارج الجزائر. حصل المحجوب السالك كذلك على الجنسية الإسبانية لكونه كان من سكان الصحراء المغربية في عهد الاحتلال الإسباني لهذا الإقليم مما خوله الحصول على جواز سفر إسباني. بإمكان المحجوب السالك الحصول على الجنسية المغربية في حال تقدم بطلب للحصول عليها حيث أن لاجئي مخيمات تندوف بإمكانهم الحصول على الجنسية المغربية في حال إثبات انحدارهم من إقليم الصحراء الغربية.

## كتبه
- كتاب مجتمع البيظان[1]